# Federico Schwartz y Luna
Federico Schwartz y Luna (Madrid, 1851 – Barcelona, 1929) fou advocat i polític català d'origen madrileny. Fou catedràtic de filosofia i lletres a les universitats de Saragossa, Barcelona i Granada. També fou membre de la Societat Econòmica Barcelonesa d'Amics del País. El 1891 fou secretari de la Junta Provincial de Barcelona del Partit Liberal Fusionista, amb el que fou escollit regidor a l'Ajuntament de Barcelona el 1891 i diputat a la Diputació de Barcelona en 1886 i 1894. El 1901 fou nomenat governador civil de Lleida. Posteriorment fou governador civil de Girona (1909), Tarragona i Zamora el 1929. Amb Francesc Carreras i Candi escrigué Manual de Novells Ardits vulgarment apel·lat Dietari del Antich Consell Barceloní (1892). Fou elegit, però no va arribar a fer el discurs d'ingrés com a membre, amb la medalla número 12, de la Reial Acadèmia de Bones Lletres.